# Kanton Pierrelatte
Kanton Pierrelatte (fr. Canton de Pierrelatte) je francouzský kanton v departementu Drôme v regionu Rhône-Alpes. Skládá se ze čtyř obcí.

## Obce kantonu
- Donzère
- La Garde-Adhémar
- Les Granges-Gontardes
- Pierrelatte